# Rémy Chevrin
Rémy Chevrin (França, 12 de abril de 1963) é um diretor de fotografia francês.